# Castillejo de Robledo
Castillejo de Robledo és un municipi de la província de Sòria, a la comunitat autònoma de Castella i Lleó.

## Demografia
| 1991 | 1996 | 2001 | 2004 |
| ---- | ---- | ---- | ---- |
| 249  | 228  | 178  | 161  |